# MONTAGE (アルバム)
『MONTAGE』（モンタージュ）は、YEN TOWN BANDのアルバムである。1996年9月16日発売。

## 概要
映画『スワロウテイル』の劇中に登場し主要登場人物らが所属しているという設定のバンド、YEN TOWN BAND名義のアルバムとしてリリースされた。初回限定盤は三方背ボックス仕様。本アルバムは、映画やドラマといったフィクションの登場人物の名義で発売されたアルバムとしては、初のオリコンチャート週間1位を獲得し、以降12年10か月後に放課後ティータイムの「放課後ティータイム」が1位を獲得するまで、唯一の例であり続けた。

### 再発盤
- 2008年にプロデューサー・小林のソロワークを再発売する一環で、『Swallowtail Butterfly Original Soundtrack』（「スワロウテイル」サウンドトラック）と『アラベスク』（「リリイ・シュシュのすべて」サウンドトラック）とLily Chou-Chouのアルバム『呼吸』と同時発売で再発売されている。これはエイベックス傘下のOORONG RECORDSからの発売だったため、基本的にソニー系のアーティストを扱わないiTunesでも配信されている。
- 2015年、19年ぶりの新曲『アイノネ』リリースにあわせて2度目の再発売がなされる。通常盤に加え、『スワロウテイル』を収録したDVDとセットの初回生産限定盤が発売され、遅れて12月23日には初のLPレコード盤がリリースされる。

## 収録曲
| #  | タイトル                                 | 作詞                                                   | 作曲                                                                         | 編曲              | 時間 |
| -- | ---------------------------------------- | ------------------------------------------------------ | ---------------------------------------------------------------------------- | ----------------- | ---- |
| 1. | 「Sunday Park」                          | FUMIKO YOSHII                                          | TAKESHI KOBAYASHI                                                            | TAKESHI KOBAYASHI | 4:17 |
| 2. | 「Mama's alright」                       | TAKESHI KOBAYASHI、TAKAYO NAGASAWA、BRYAN BURTON-LEWIS | TAKESHI KOBAYASHI                                                            | TAKESHI KOBAYASHI | 4:11 |
| 3. | 「She don't care」                       | BRYAN BURTON-LEWIS                                     | CHARA                                                                        | TAKESHI KOBAYASHI | 4:41 |
| 4. | 「Swallowtail Butterfly 〜あいのうた〜」 | SHUNJI IWAI、CHARA、TAKESHI KOBAYASHI                  | TAKESHI KOBAYASHI                                                            | TAKESHI KOBAYASHI | 4:49 |
| 5. | 「上海ベイベ」                           | CHARA                                                  | CHARA                                                                        | TAKESHI KOBAYASHI | 4:55 |
| 6. | 「してよしてよ」                         | CHARA                                                  | YUKIO NAGOSHI、CHARA、TAKESHI KOBAYASHI                                      | TAKESHI KOBAYASHI | 4:02 |
| 7. | 「小さな手のひら」                       | CHARA                                                  | CHARA                                                                        | TAKESHI KOBAYASHI | 3:11 |
| 8. | 「My way」(フランク・シナトラのカヴァー) | Gilles Thibaut（ジル・ティボー）、Paul Anka（英語詞）  | Jacques Revaux（ジャック・ルヴォー）、Claude Francos（クロード・フランソワ） | TAKESHI KOBAYASHI | 5:34 |